# 小季爾欽
51°42′44″N 31°42′54″E / 51.71222°N 31.71500°E
小季爾欽（烏克蘭語：Малий Дирчин），是烏克蘭北部的村莊，隸屬切爾尼希夫州的切爾尼希夫區。該村面積1平方公里，海拔高度111米，2001年人口74，人口密度每平方公里74人。